# Sloupcový vektor
Sloupcový vektor nebo sloupcová matice v lineární algebře je matice typu {\displaystyle m\times 1}, tj. matice sestávající z jediného sloupce o {\displaystyle m} prvcích:
{\displaystyle {\boldsymbol {x}}={\begin{pmatrix}x_{1}\\x_{2}\\\vdots \\x_{m}\end{pmatrix}}}
Transpozicí sloupcového vektoru je řádkový vektor a naopak:
{\displaystyle {\begin{pmatrix}x_{1}\\x_{2}\\\vdots \\x_{m}\end{pmatrix}}^{\mathrm {T} }=(x_{1},x_{2},\ldots ,x_{m})}
Množina všech sloupcových vektorů s daným počtem prvků vytváří vektorový prostor, který je duálním prostorem k množině všech řádkových vektorů se stejným počtem prvků.

## Zápis
V anglicky psané literatuře se pro matice a vektory obvykle používají hranaté závorky:
{\displaystyle {\boldsymbol {x}}={\begin{bmatrix}x_{1}\\x_{2}\\\vdots \\x_{m}\end{bmatrix}}}
Aby bylo možné zapisovat sloupcové vektory do stejného řádku jako zbytek vzorce, zapisují se někdy jako řádkové vektory, na které je aplikována operace transpozice.
{\displaystyle {\boldsymbol {x}}={\begin{pmatrix}x_{1},x_{2},\dots ,x_{m}\end{pmatrix}}^{\mathrm {T} }}
Pro další zjednodušení někteří autoři používají konvenci pro zápis jak sloupcových tak řádkových vektorů jako řádky, ale prvky řádkových vektorů oddělují mezerami a sloupcových středníky (viz alternativní zápis v tabulce níže).
|                           | Řádkový vektor                                | Sloupcový vektor |
| ------------------------- | --------------------------------------------- | --- |
| Standardní maticový zápis | {\displaystyle (x_{1},x_{2},\ldots ,x_{m})}   | {\displaystyle {\begin{pmatrix}x_{1}\\x_{2}\\\vdots \\x_{m}\end{pmatrix}}{\text{ nebo }}(x_{1},x_{2},\ldots ,x_{m})^{\mathrm {T} }} |
| Alternativní zápis        | {\displaystyle (x_{1}\;x_{2}\;\dots \;x_{m})} | {\displaystyle {\begin{pmatrix}x_{1};x_{2};\dots ;x_{m}\end{pmatrix}}}                                                              |

## Operace
- Násobení matic spočívá ve znásobení každého řádkového vektoru jedné matice každým sloupcovým vektorem druhé matice.

- Skalární součin dvou vektorů {\displaystyle {\boldsymbol {x}}} a {\displaystyle {\boldsymbol {y}}} je ekvivalentní s násobením řádkového vektoru {\displaystyle {\boldsymbol {x}}} sloupcovým vektorem {\displaystyle {\boldsymbol {y}}}:

{\displaystyle \langle {\boldsymbol {x}},{\boldsymbol {y}}\rangle ={\boldsymbol {x}}^{\mathrm {T} }{\boldsymbol {y}}=(x_{1},x_{2},x_{3}){\begin{pmatrix}y_{1}\\y_{2}\\y_{3}\end{pmatrix}}}